# 윌리엄 서머싯 몸
윌리엄 서머셋 몸(영어: William Somerset Maugham, CH, 1874년 1월 25일~1965년 12월 16일)은 영국의 작가이다. 파리의 외교 공관에서 태어났다. 킹스 칼리지 런던에서 의학을 공부하였으나, 뒤에 문학으로 전향하였다.

## 작품 세계
소설가로서 더 유명하지만 극작에도 재능을 보여, 이국정서의 색채가 짙은 살롱극을 몇 개 남기고 있다. 그는 동양의 신비에 대한 강한 동경심을 나타내고, 인생관을 강하고 명석한 문체로 묘사하였으며, 특히 기지와 해학이 넘치는 대중적인 풍자 희극의 전통을 세웠다.

### 희곡
《프레드릭 부인》(1907)은 오스카 와일드류의 코미디풍 희곡이며, 《재크 스트로》(1908)는 급사로 변신한 귀족과, 귀족으로 가장한 하인이 벌이는 코미디이다. 그 밖에 《주행》(1921), 《수에즈의 동쪽》(1922), 《정숙한 아내》(1926), 《편지》(1927), 《성스러운 불꽃》(1928), 《서비스의 대가》(1932), 《서클》, 《변함없는 부인》, 《부양자》 등이 있다.

### 소설
제 1·2차 세계 대전 때에는 정보 기관원으로 활약하였으며, 그 체험을 소설화하기도 하였다. 소설 작품으로는 《면도날》, 《인간의 굴레》, 《달과 6펜스》, 《람베스》, 《인생의 베일》 등이 있다.

## 서훈
- 1954년 컴패니언 오브 아너(Order of the Companions of Honour, CH)

## 같이 보기
- 페인티드 베일